# Торкнутися неба
«Торкнутися неба» — художній фільм режисера Леоніда Горовця, знятий у 2008 році.

## Зміст
Тая працює у жіночому журналі. Вона відповідає на листи і радить читачкам як вирішувати проблеми у їхньому особистому житті. Та у неї самої цих проблем накопичилося достатньо. Вона розійшлася з коханцем, який був одружений. Її чоловік – алкоголік, і вони давно живуть порізно. В юності у неї був роман із батьком її подруги, у результаті якого вона не спілкується з ними обома. Втомившись від своїх проблем, вона телефонує у службу довіри, де розповідає про всі свої невдачі психологу. Між ними зароджується дивний зв'язок.